# Spelsberger Hammer
Spelsberger Hammer ist eine Ortslage im Norden der nordrhein-westfälischen Großstadt Remscheid. Sie befindet sich im Morsbachtal auf einer Höhe von etwa 190 Metern über Normalnull. Die Talsiedlung liegt unterhalb der Ortschaft Spelsberg. Der Morsbach bildet hier die Grenze der beiden Stadtbezirken Lüttringhausen und Alt-Remscheid.

## Geschichte
Der Spelsberger Hammer Ehlis soll auch um 1500 gebaut worden sein. 1800 taucht der Hammer auf als dem Peter Josua Hasenclever und Wilhelm Schmitz zugehörig. 1828 gehört der Breithammer dem Gottfried Halbach zu Spelsberg. 1836 wird er "Halbacher Hammer" genannt, aber schon betrieben durch Reinhard Ehlis zu Büchel. 1846 ist zu lesen: "Stahl- und Breithammer von C. Ehlis zu Remscheid-Haddenbach, Werk errichtet vor 350 Jahren, Konzession nicht vorhanden, Jahresproduktion 40.000 Pfund." Erst 1910 lässt Ernst Ehlis zu Platz den Hammer abreißen.
Uralt schien auch jener Hammer zu sein, der in der Haddenbacher Lohmühle, später Schumacher & Kissling (Matador-Werk), aufging. Er wird als Hammer auf der Remscheider Seite des Baches gegenüber Spelsberg bzw. auch unter den Haddenbacher Hämmern gelegen bezeichnet. 1623 ist jedenfalls die erste Eintragung, nach der dieser Reckhammer dem Jan in der Haddenbach gehört. Nach 1804 ist er in eine Lohmühle umgewandelt worden. Sie hat ein massives Bruchsteinuntergeschoß und ist gegen 1900 zum Wohnhaus umgebaut worden. Inhaber dieser Lohmühle ist der Wollhändler Wilhelm Karsch. Dieser erhält 1863 die Konzession zum Antrieb mit einer Dampflokomobile zum Betrieb von Woll-Klettenwalchen und Wollschwenkmaschinen.
 

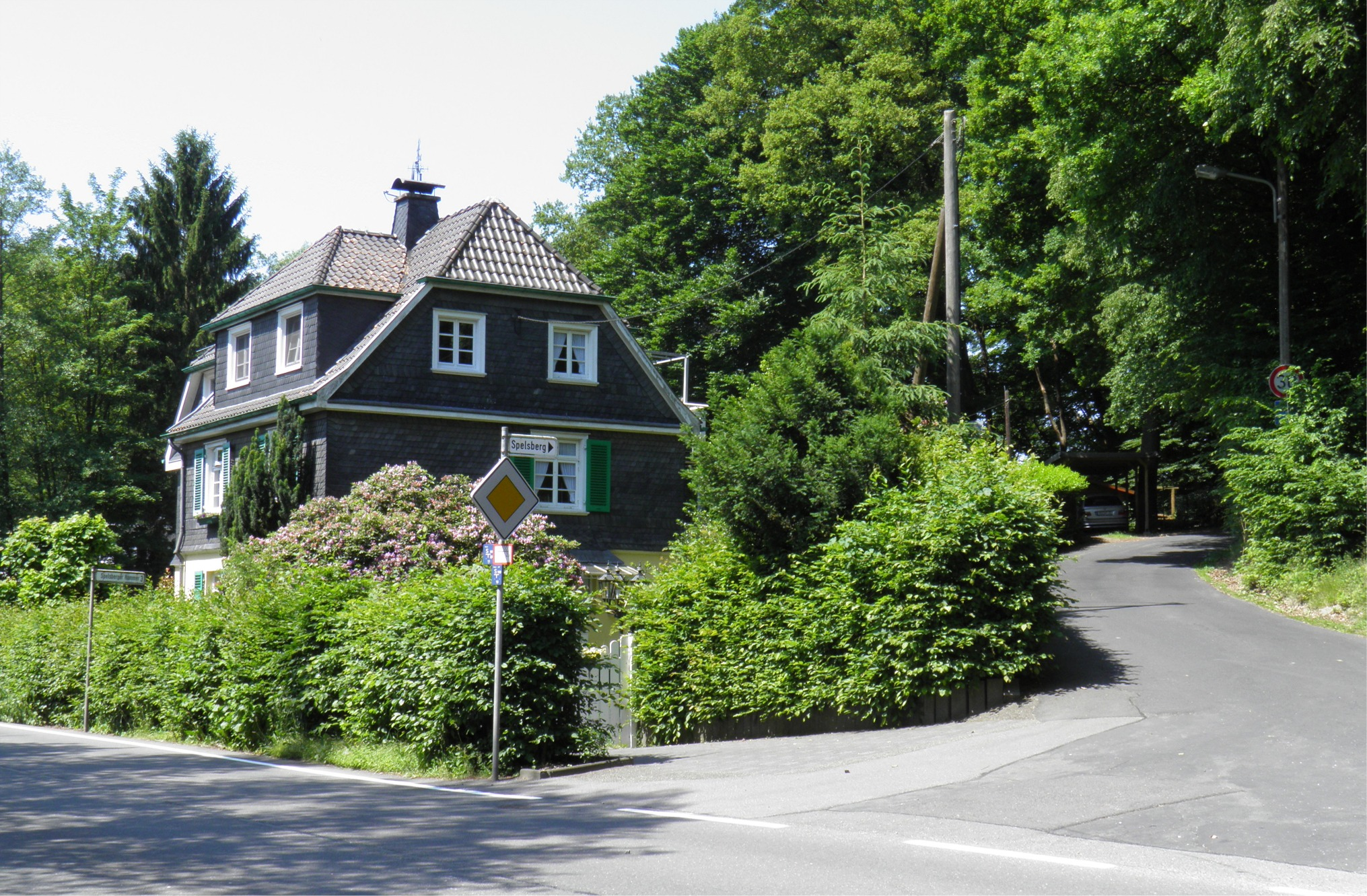
Spelsberger_Hammer in Lüttringhausen

Heinrich Kissling und Heiner Schumacher gründeten 1900 das Unternehmen Schumacher & Kissling. Sie begannen auf zwei wassergetriebenen Schmiedehämmern mit der Produktion von Zangen, Hämmern, Steckschlüsseln und Fahrradwerkzeugen. Noch heute befindet sich das Unternehmen im Familienbesitz an diesem traditionsreichen Standort. Ein Gruppenfoto von 1909 zeigt nicht weniger als 49 Personen, die damals in der Firma arbeiteten. Im Jahre 1919 wurde der noch heute bestehende Markenname „Matador“ in das Handelsregister eingetragen. In den nächsten Jahrzehnten wurden zahlreiche Patente und Gebrauchsmuster zugeteilt. Das Produktionsprogramm erweiterte sich um Spezialwerkzeuge für die Automobilindustrie sowie um Steckschlüsseleinsätze und Knarren. Es entstanden die Matador-Steckschlüsselgarnituren eine Idee, die der Mitbegründer Heinrich Kissling von einer Studienreise aus den USA mitgebracht hatte. In den sechziger bis neunziger Jahren wurden zahlreiche Investitionen vorgenommen, die der Rationalisierung und Erweiterung des Unternehmens dienten. Neubauten vergrößerten die Produktionsflächen. Der Umbau und die Erweiterung des Verwaltungsgebäudes erfolgte im Jahre 1990.

## Industrielle Nutzung
Im Bereich von Spelsberger Hammer werden bereits im ausgehenden 14. Jahrhundert ein Spelsberger Hammer und ein Ehlieshammer erwähnt. Sie lagen am gleichen Stauteich und nutzten die Wasserkraft des Morsbachs. Im Jahr 1607 werden „zwei Schleifkotten under Spilsberg, jeder mit einem Geloep“ genannt. Noch im 19. Jahrhundert gab es mehrere Hämmer und Schleifkotten in Spelsberger Hammer. Heute wird die Ortslage von mittelständischen Betrieben der Metallverarbeitung sowie von einigen wenigen Wohnhäusern geprägt. Bis zum letzten Drittel des 20. Jahrhunderts war am gegenüber liegenden Talrand über viele Jahrzehnte ein "Gaskessel" genannter Gasometer in Betrieb.

## Verkehr
Durch Spelsberger Hammer verlief die Strecke der Ronsdorf-Müngstener Eisenbahn, die auf diesem Abschnitt am 16. November 1891 eröffnet wurde und am 30. August 1959 auch im Güterverkehr stillgelegt wurde. Bahnstationen gab es in Clarenbach und in Ehligshammer. Heute verkehrt im ÖPNV eher sporadisch eine Stadtbuslinie sowie mehrmals täglich ein Bürgerbus. 

## Weblink
- Erste Erwähnung des Spelsberger Hammers und des Ehlieshammers